# Cedille
Een cedille (in ç en ş, via Frans cédille uit Spaans cedilla, verkleinwoord van ceta, de letter 'z') is een diakritisch teken dat onder andere in de spelling van het Albanees, het Catalaans, het Frans, het Portugees en het Turks wordt gebruikt. De cedille is een haakje dat onder een medeklinker wordt geplaatst.
Van oorsprong was de cedille een z die achter de c werd geschreven. De z leek iets op een 3 (zie afbeelding). Deze z werd later onder de c gezet, waarbij deze het bovenste streepje verloor. In het Nederlands wordt de cedille gebruikt in leenwoorden zoals de zelfstandige naamwoorden façade en reçu, persoonsnamen zoals François en plaatsnamen zoals Curaçao.

## Romaanse talen
In het Frans, het Catalaans en het Portugees komt de cedille alleen voor onder een c die gevolgd wordt door een a, o of u, en geeft dan aan dat deze c niet als een k maar als een s moet worden uitgeproken.
In het Roemeens komt hij ook onder de s voor, al heeft deze een andere functie. Voorbeelden uit het Frans zijn:
- ca = /ka/ (cadeau)
ça = /sa/ (ça va?)
- co = /ko/ (comédie)
ço = /so/ (garçon)
- cu = /ku/ (culture)
çu = /su/ (reçu)

## Turks
In het Turks wordt de cedille gebruikt onder de c en de s. De ç staat voor de [tsj] zoals in Tsjechië (IPA: tʃ) en de ş voor de [sj] in sjouwen (IPA: ʃ). Een c zonder cedille geeft de klank [dzj] zoals in jeans (IPA: ʤ) aan en de s zonder cedille de sisklank zoals die ook in sissen voorkomt. In het Turkse alfabet nemen ç en ş een eigen plaats in.